# La Femme de Moscou
 La Femme de Moscou (The Woman from Moscow) est un film américain réalisé par Ludwig Berger et sorti en 1928.
C'est un remake du film américain de 1918 Fedora (en), lui-même adapté de la pièce Fédora de Victorien Sardou.

## Synopsis
Lorsque Vladimir Stroganoff, le fiancé de la princesse Fedora, est retrouvé assassiné dans une maison de vacances inoccupée sur le domaine de son père, Fedora part à la recherche de Loris Ipanoff, un anarchiste qu'elle soupçonne d'avoir tué Vladimir. Elle rencontre Loris, et tombe amoureuse de lui sans savoir qui il est. Quand elle découvre sa véritable identité et apprend à mieux le connaître, Fedora est convaincue qu'il n'a rien à voir avec le meurtre.

## Fiche technique
- Autre titre : Moscou-Shanghai[1]
- Titre original : The Woman from Moscow
- Réalisation : Ludwig Berger

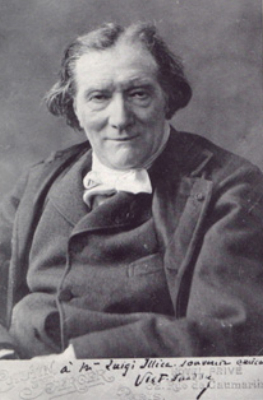
Victorien Sardou, auteur de la pièce dont le film est adapté.

- Scénario : John Farrow d'après la pièce Fédora de Victorien Sardou[2]
- Production : Paramount Pictures
- Musique : Karl Hajos
- Durée : 77 minutes (7 bobines)[3]
- Date de sortie : 3 novembre 1928

## Distribution
- Pola Negri : Princess Fedora
- Norman Kerry : Loris Ipanoff

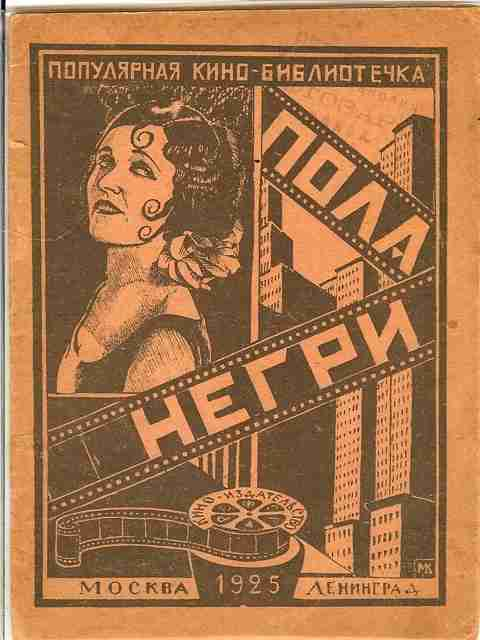
Pola Negri sur la couverture d'un livre publié à Moscou.

- Lawrence Grant : le général Stroganoff
- Paul Lukas : Vladimir, son fils
- Otto Matieson : Gretch Milner
- Maude George : Olga Andreavitshka
- Bodil Rosing : Nadia
- Jack Luden : le frère d'Ipanoff
- Martha Franklin : la mère d'Ipanoff
- Mirra Rayo : sœur d'Ipanoff
- Tetsu Komai : le groom